# Theater 53

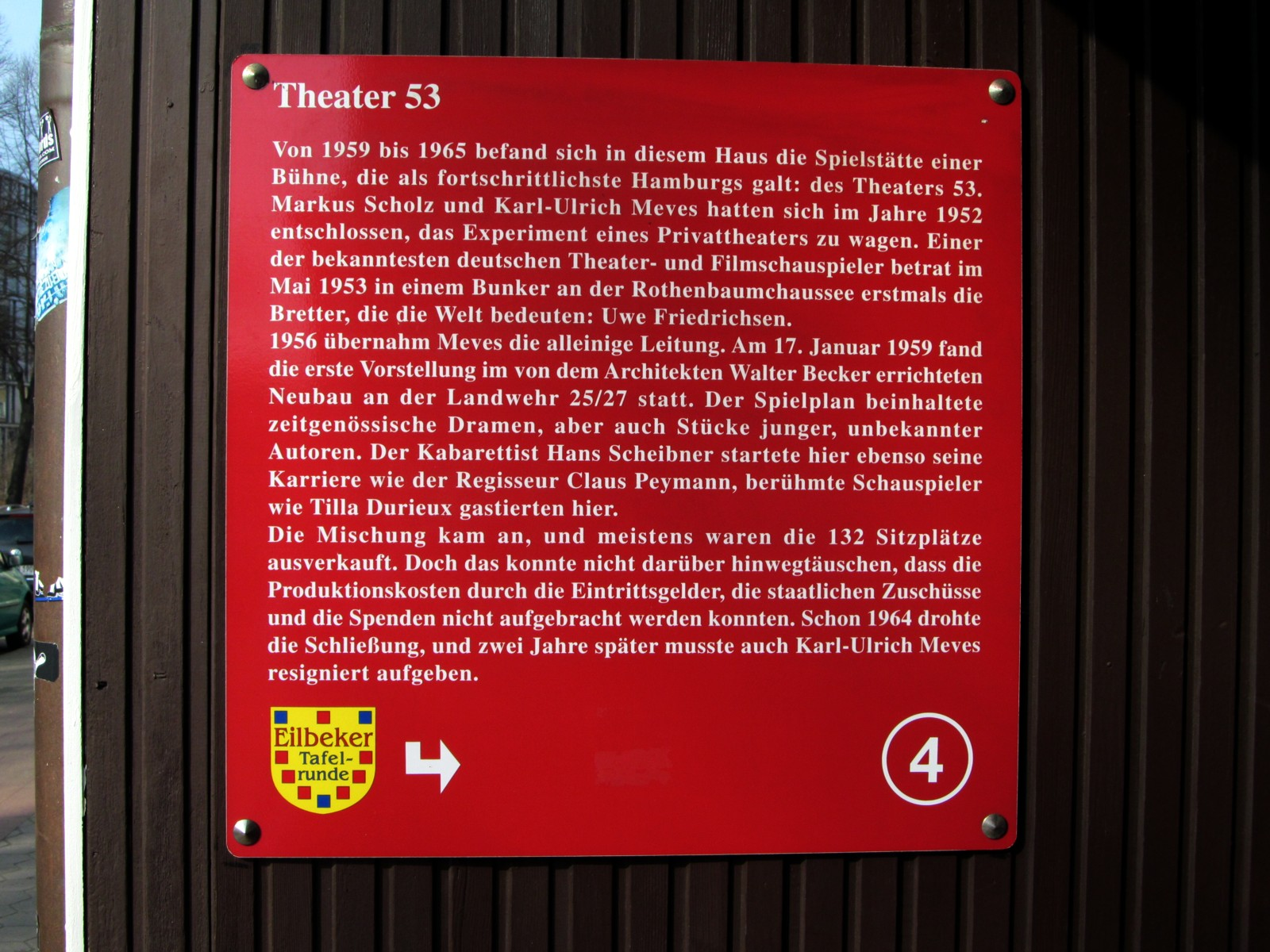
Erinnerungstafel an das theater 53 an der Landwehr in Eilbek.

Das theater 53 war ein kleines Theater in Hamburg, das wegen seines avantgardistischen Spielplans bekannt war und sich dadurch von den großen Hamburger Theatern abhob. Gespielt wurden vorwiegend Stücke zeitgenössischer Dramatiker.

## Geschichte

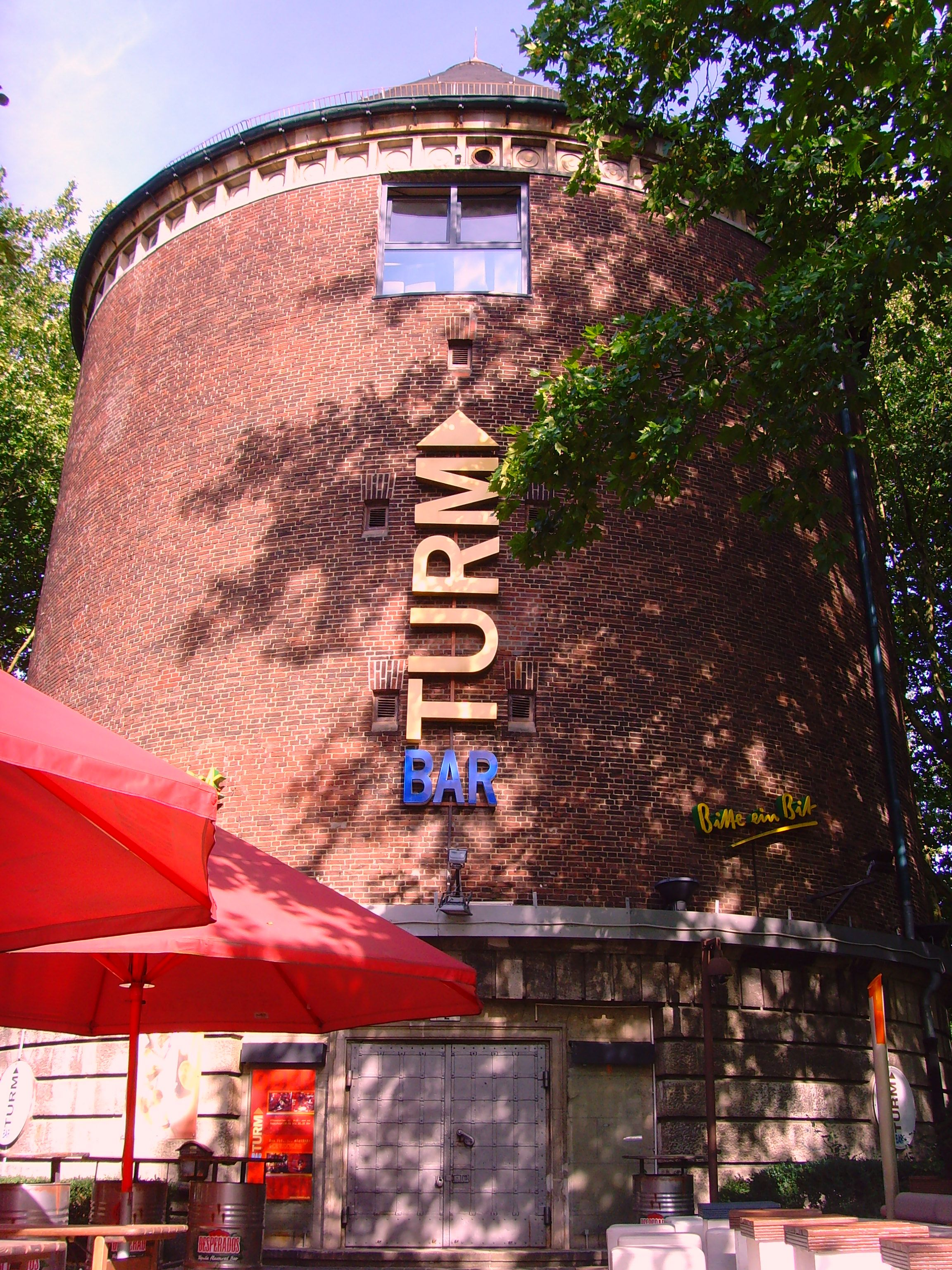
Der Zombeck-Luftschutzturm in der Rothenbaumchaussee, in dem das theater 53 anfangs beheimatet war.

Gegründet wurde das nach dem Gründungsjahr 1953 benannte Theater von Uwe Friedrichsen, Markus Scholz und Karl-Ulrich Meves in einer Baracke an der Rothenbaumchaussee. Aus der Baracke durch die Baupolizei vertrieben, führten sie danach im geleerten Feuerlöschbassin daneben auf und fanden kurz darauf in einem Luftschutzbunker eine Spielstätte, ebenfalls in der Rothenbaumchaussee. Die Leitung des ursprünglichen Privattheaters mit damals 60 Plätzen übernahm 1956 Meves von Scholz. Meves leitete das Theater bis zu seiner Schließung Ende 1965.
Im Januar 1959 zog das Theater in die Kellerräume einer Gaststätte an der Landwehr 25 um. Von außen erkennbar war das durch die Gaststätte erreichbare Kellertheater (nicht zu verwechseln mit dem Kellertheater Hamburg) nur durch das an der Fassade des Etagenhauses angebrachte Namensschild. Der vorwiegend in Rot und Grau gehaltene Zuschauerraum hatte 129 Plätze, die aufsteigend, wie schon in der Rothenbaumchaussee in zwei die Bühne flankierende Sektoren geteilt waren. Aufgrund der eher abgelegenen neuen Lokalität konnte das Theater trotz unverändertem Programm nicht mehr an die Zuschauererfolge im Luftschutzbunker an der Rothenbaumchaussee anknüpfen, war höchstens noch bei Premieren ausverkauft und musste mit öffentlichen Geldern bezuschusst werden.
Schlussendlich schloss das Theater aus finanziellen Gründen Ende 1965 seine Türen. Meves Suche nach Geldgebern blieb erfolglos. Er wollte das Theater wieder in exponierterer Lage unterbringen.

## Inszenierungen (Auswahl)
Viele Inszenierungen hatten im theater 53 ihre Hamburger Premiere. Gespielt wurden in den zwölf Jahren des Bestehens über 70 Stücke, darunter Die Unterrichtsstunde von Eugène Ionesco, Die Zofen von Jean Genet, Nacht mit Gästen von Peter Weiss, Les Bâtisseurs d'Empire ou Le Schmürz von Boris Vian, Furcht und Elend des Dritten Reiches von Bertolt Brecht, Zwei schwarze Mäuse von Dieter Waldmann, Der stumme Diener von Harold Pinter (dt. Fassung von Willy H. Thiem), Monsieur Quinot von François Paliard, Der kleine Herr Nagel von Hermann Moers,  Oh Vater, armer Vater, Mutter hing dich in den Schrank und ich bin ganz krank von Arthur Lee Kopit und August von Raymond Castans.

## Weitere Nutzung der Kellerräume an der Landwehr
Im März 1966 eröffnete der aus Düsseldorf stammende Schauspieler und Regisseur Günter Langer in den Kellerräumen das „Theater an der Landwehr“. Bereits zum Mai des Jahres konnte Langer keine Gagen mehr bezahlen und musste das Theater wieder schließen.
Danach übernahm der Baden-Badener Großkaufmann und Theaterunternehmer Heinz Mehnert die Räumlichkeiten und eröffnete hier ein sogenanntes „Intimes Theater“, das nach dem Konkurs seiner Münchener Schaubühnen GmbH wiederum von seinem Partner Curt Timm übernommen wurde und im Juni 1967 auch aus finanziellen Gründen schließen musste.
1969 eröffnete Günter Adam in den Kellerräumen wieder ein „Theater an der Landwehr“. Dort gab auch Die Katakombe Frankfurt mietfrei mit Brecht was here – wow Gastspiele, nachdem die Truppe in Frankfurt wenig Unterstützung fand. Das Stück war monatelang ausverkauft.
1971 befand sich im Keller an der Landwehr 25 „Das kleine Theater- und Konzert-Studio“.